# Aristocypha baibarana
Aristocypha baibarana là loài chuồn chuồn trong họ Chlorocyphidae. Loài này được Matsumura mô tả khoa học đầu tiên năm 1931.